# 키타라

사포가 미틸레네의 알카에우스의 키타라 연주를 듣고 있다.

키타라(Kithara)는 고대 그리스의 발현악기이다. 아폴론의 악기로서 디오니소스의 피리인 아울로스와 함께 고대 그리스 음악의 대표적인 악기이다. 키타라는 균제와 조화를 중요시하는 아폴론에 가장 적합한 것으로 되어 아폴론의 제전에서는 최고의 지위를 차지하였다. 아울로스가 디오니소스신에 적합한 황홀·정열·관능을 상징하는 데 대하여, 키타라는 냉정한 지적인 면을 대표하는 악기였다. 구조는 리라와 흡사하나 리라보다 발달하였고 크다. 목제의 공명동에는 2개의 팔이 있고 팔과 팔 사이에 가로막대를 붙여 공명동과 가로막대 사이에 현을 매었다. 현의 수는 5줄(기원전 8세기), 7줄(기원전 7세기), 11줄(기원전 5세기)로 늘어났다. 주법은 현의 하단을 손가락으로 눌러 1/4음, 1/2음, 1음을 올릴 수가 있었다. 이로써 그리스 기악의 기보법은 독특한 것으로 되었다. 한편 키타라는 후세의 현악기인 기타, 치터, 시테르(Siter) 등의 어원이 되었다.

## 같이 보기
- 고대 그리스
- 고대 로마
- 기타
- 하프
- 리라 (악기)
- 시타르
- 치터